# Фишах
Фишах (њем. Fischach) град је у њемачкој савезној држави Баварска. Једно је од 46 општинских средишта округа Аугсбург. Према процјени из 2010. у граду је живјело 4.613 становника. Посједује регионалну шифру (AGS) 9772141.

## Географски и демографски подаци
Фишах се налази у савезној држави Баварска у округу Аугсбург. Град се налази на надморској висини од 495 метара. Површина општине износи 30,2 km². У самом граду је, према процјени из 2010. године, живјело 4.613 становника. Просјечна густина становништва износи 153 становника/km².

## Међународна сарадња
| Мјесто | Држава    | Врста сарадње | Од    |
| ------ | --------- | ------------- | ----- |
|        | Француска | партнерство   | 1975. |
| Извор  |           |               |       |